# Agence Havas
Az Agence Havas hírügynökséget Charles-Louis Havas (1783. július 5. – 1858. május 21.) francia író, fordító, üzletember alapította 1835-ben.

## Története
Charles-Louis Havas a franciaországi Rouenben született egy magyar eredetű gazdag zsidó családban. Fiatalemberként több nyelvet sajátított el, írt és fordított. Az évtizedek során komoly kapcsolati tőkét halmozott fel, amelyet az 1830-as évektől kamatoztatott igazán, amikor megnyitotta a világ első hírügynökségét.
Az Agence Havas 1835-ben indult Párizsban. A kor kedvezett az üzleti vállalkozásoknak, amelyeknek fejlődésükhöz megbízható, pontos és időben érkező hírekre volt szükségük. A júliusi forradalom óta virágzott a sajtó is, amely szintén komoly felvevőpiaca volt az információknak. Az ügynökség az első időkben jellemzően külföldi cikkek fordításait készítette el előfizetőinek, akik elsősorban üzletemberek, bankárok, diplomaták voltak, de fokozatosan kiépítette saját bel- és külföldi tudósító hálózatát is. A tudósítók Európa legjelentősebb pénzügyi és politikai központjaiból küldték jelentéseiket futárokkal, postagalambokkal vagy postai úton.
Havas jó kapcsolatban volt a kormányzattal, így megkapta a vidéki lapok hírellátásának lehetőségét, és igénybe vehette a Claude Chappe által kidolgozott szemaforrendszert. Később áttért a távíró használatára, amelyre egészen 1850-ig monopóliuma volt a polgári vállalkozások között. 1857-ben a párizsi lapokon túl mintegy kétszáz vidéki újság fizetett elő a cég szolgáltatásaira.
Az ügynökség a hírgyűjtés és –terjesztés mellett az 1850-es esztendőkben elkezdett hirdetésekkel is foglalkozni. Több hasonló profilú cég felvásárlásával a legnagyobb ilyen jellegű vállalkozássá vált az évtizedben.
Érdekesség, hogy az ügynökségnél kezdte pályáját későbbi két nagy versenytárs alapítója, Paul Julius Reuter és Bernhard Wolff. Az előbbi a londoni központú Reuters, az utóbbi pedig a berlini Wolff'sches Telegraphische Bureau tulajdonosa lett.
A Charles-Louis Havas által alapított ügynökség az 1930-as évekig virágzott, ekkor azonban a rádió elterjedése, vagyis a korábbinál jóval gyorsabb hírszolgáltatás megjelenése visszavetette a vállalkozást. A gyengélkedő cég 47 százalékát megvásárolta az állam. 1940-ben, a német megszállók Francia Információs Irodára változtatták a cég nevét, és csak a hirdetésekkel foglalkozó részleg őrizte meg a Havas nevet.
Az ügynökség párizsi épületét 1944-ben az ellenállásban részt vevő újságírók foglalták el, akik Agence France-Presse (AFP) néven kezdték meg a szolgáltatást. Az AFP-t hamarosan államosították. Az Agence France-Presse azóta is működik, a világ egyik legnagyobb hírügynöksége. Szintén működik a Havas reklámcég is.